# Fluorur d'argent(II)
El fluorur d'argent(II) és un compost iònic constituït per cations argent(2+), {\displaystyle {\ce {Ag^2+}}} i anions fluorur, {\displaystyle {\ce {F^-}}}, de fórmula {\displaystyle {\ce {AgF2}}}. És un compost inestable de color blanc o gris emprat en síntesi com a oxidant per la tendència del catió argent(2+) a reduir-se a argent(1+), {\displaystyle {\ce {Ag^+}}}.

## Propietats
Si el fluorur d'argent s'escalfa a més de 450 °C es descompon, ja que el catió argent(2+) és inestable, en fluorur d'argent(I), {\displaystyle {\ce {AgF}}}, i fluor:
{\displaystyle {\ce {2 AgF2 -> 2 AgF + F2}}}Reacciona violentament amb aigua donant oxigen i ozó:{\displaystyle {\ce {4 AgF2 + 4 H2O -> 2 Ag2O + 8 HF + O2}}}Converteix el tetraclorur de carboni, {\displaystyle {\ce {CCl4}}}, en tetrafluorur de carboni, {\displaystyle {\ce {CF4}}}.

## Preparació
El fluorur d'argent(II) es prepara per reacció del fluor sobre argent calent o clorur d'argent, {\displaystyle {\ce {AgCl}}}, per sota de 450 °C:
{\displaystyle {\ce {F2 + Ag -> AgF2}}}{\displaystyle {\ce {2 F2 + 2 AgCl -> 2 AgF2 + Cl2}}}

## Aplicacions
S'empra com a reactiu en síntesi orgànica per a addicionar fluors, substituir altres halògens per fluor, substituir hidrògens per fluors i com a oxidant. Per exemple s'empra per oxidar el gas noble xenó en medi fluorur d'hidrogen anhidre per obtindre fluorur de xenó:
{\displaystyle {\ce {Xe + 2 AgF2 -> 2 AgF + XeF2}}}La reacció amb el benzè dona el fluorobenzè:
{\displaystyle {\ce {C6H6 + 2 AgF2 -> C6H5F + 2 AgF + HF}}}i amb el ful·lerè {\displaystyle {\ce {C60}}} permet addicionar-li 44 fluors a 300 °C donant el compost {\displaystyle {\ce {C60F44}}}.